# بوبا فلويد
بوبا فلويد (بالإنجليزية: Bubba Floyd)‏ هو لاعب كرة قاعدة أمريكي، ولد في 23 يونيو 1917، وتوفي في 15 ديسمبر 2000.